# ФК Силекс
ФК Силекс је фудбалски клуб из Кратова у Северној Македонији, који игра у Првој лиги Македоније од њеног оснивања 1992. године.
Клуб је основан 1965. године. У периоду до 1992. године није имао запажене успехе. Игра на свом стадиону у Кратову, који може да прими 3.000 гледалаца.

## Успеси ФК Силекс
- Прва лига Македоније
  - Првак (3): 1995/96, 1996/97 и 1997/98
  - Вицепрвак (5): 1992/93, 1993/94, 1994/95, 1998/99, 2003/04
- Куп Македоније
  - Освајач (2): 1995/96, 1996/97

## ФК Силекс у европским куповима
| Сезона   | Такмичење              | Рунда       | Клуб                   | Дом. | Гост | Укупно |
| -------- | ---------------------- | ----------- | ---------------------- | ---- | ---- | ------ |
| 1995/96. | Куп победника купова   | кв.         | Вац                    | 3:1  | 1:1  | 4:2    |
| 1995/96. | Куп победника купова   | 1. коло     | Борусија Менхенгладбах | 2:3  | 0:3  | 2:5    |
| 1996/97. | УЕФА куп               | 1. коло кв. | Акранес                | 1:0  | 0:2  | 1:2    |
| 1997/98. | Лига шампиона          | 1. коло кв. | Беитар Јерусалим       | 1:0  | 0:3  | 1:3    |
| 1998/99. | Лига шампиона          | 1. коло кв. | Клуб Бриж              | 0:0  | 1:2  | 1:2    |
| 1999/00. | УЕФА куп               | 1. коло кв. | Шахтјор Доњецк         | 2:1  | 1:3  | 3:4    |
| 2004/05. | УЕФА куп               | 1. коло кв. | Марибор                | 0:1  | 1:1  | 1:2    |
| 2005.    | Интертото куп          | 1. коло     | Беитар Јерусалим       | 1:2  | 3:4  | 4:6    |
| 2016/17. | Лига Европе            | 1. коло кв. | Вадуц                  | 1:2  | 1:3  | 2:5    |
| 2020/21. | Лига шампиона          | 1. коло кв. | Карабаг                | Н/Д  | 0:4  | 0:4    |
| 2020/21. | Лига Европе            | 2. коло кв. | Дрита                  | 0:2  | Н/Д  | 0:2    |
| 2021/22. | УЕФА Лига конференције | 1. коло кв. | Петрокуб Хинчешти      | 1:1  | 0:1  | 1:2    |